# Procediment mèdic
Un procediment mèdic és una acció destinada a aconseguir un resultat en la prestació de l'assistència sanitària.
Un procediment mèdic amb la intenció de determinar, mesurar o diagnosticar un trastorn o un paràmetre del pacient també s'anomena prova mèdica. Altres tipus de procediments habituals són els terapèutics (és a dir, destinats a tractar, curar o restaurar la funció o l'estructura), com ara els procediments quirúrgics i de rehabilitació.